# Bryan Reyna
Roberto Bryan Reyna Casaverde (ur. 23 sierpnia 1998 w Pucallpie) – peruwiański piłkarz występujący na pozycji skrzydłowego, reprezentant Peru, od 2024 roku zawodnik argentyńskiego Belgrano.